# Tipula (Vestiplex) fultonensis
Tipula (Vestiplex) fultonensis is een tweevleugelige uit de familie langpootmuggen (Tipulidae). De soort komt voor in het Nearctisch gebied en is nauw verwant aan T. Longiventris, maar het achterlijf van het wijfje (16 mm) van deze soort is ongeveer 10 mm korter dan de laatstgenoemde (26 - 27 mm). De soort komt voor in het noordoosten van de Verenigde Staten.